# Hôtel de Vogüé
Pour les articles homonymes, voir Vogüé (homonymie).
Ne doit pas être confondu avec Hôtel de Vogüé (Paris).
L'Hôtel de Vogüé de Dijon en Côte-d'Or est un hôtel particulier du XVIIe siècle. Il est situé 8 rue de la Chouette, près du chevet de l'église Notre-Dame.
L'hôtel a été classé au titre des monuments historiques le 5 janvier 1911

## Historique
Cet hôtel particulier richement décoré, est édifié sur trois maisons achetées successivement en 1589 par le conseiller au parlement Jean Bouhier puis par son fils Étienne Bouhier de Chevigny, magistrat et conseiller au parlement de Bourgogne de 1607 à 1635 ainsi que grand amateur d'art, en 1615 et 1617. L'année 1614 indiquée sur la grande cheminée de la salle des gardes désigne ainsi l'aile avant droite comme noyau initial de l'ensemble architectural mais pas la date d'achèvement de l'Hôtel.
D'après la tradition familiale, rapportée par Claude Sauvageot, Etienne Bouhier aurait été l'architecte de son hôtel. On lui accorde cette possibilité, un faisceau d'indice rendant probable cette hypothèse : son arrière-petit-fils, Jean IV Bouhier de Savigny, rapporte que son aïeul aurait développé un intérêt particulier pour l'architecture lors d'un séjour en Italie après avoir terminé ses études de droit à Padoue. On ne dispose d'aucune preuve certifiant ce voyage, il est néanmoins vraisemblable au vu de plusieurs exemples de notables locaux ayant effectivement accompli des séjours en Italie. Le catalogue de sa bibliothèque atteste enfin une bonne connaissance de l'italien, avec la présence de plusieurs volumes en italien originaires de Naples et de Sicile, dont quatre ouvrages d'architecture et de géométrie en particulier.
Des archives indiquent enfin son implication dans la construction de l'Hôpital général, commencée en 1629, ainsi que sur les chantiers des couvents des Ursulines et des Visitandines de 1632 à sa mort en 1635. Plusieurs éléments dans les sources laissent cependant à penser qu'il ait eu besoin d'une aide technique dans la réalisation des plans de sa demeure.
L'hôtel de Vogüé est considéré comme le prototype des hôtels parlementaires dijonnais.
En 1766 l'hôtel devient la propriété de la famille de Vogüé par le mariage, le 29 novembre, de Catherine Bouhier de Versalieu avec le comte Cerice-François Melchior de Vogüé.
À ce jour propriété de la Ville de Dijon, il abrite le service des ressources humaines de la ville.
Il est doté d'une toiture de tuiles vernissées de Bourgogne.

## Architecture
Dans la cour, le plan de l'hôtel reprend celui des nouveaux hôtels particuliers entre cour et jardin : corps principal face au portique à l'italienne encadrant l'entrée, deux ailes en retour encadrant la cour et formant pavillons.
La décoration des façades rappelle celle du XVIe siècle : frontons cintrés et triangulaires, mascarons, guirlandes, mais les cariatides ont disparu, remplacées par des ailerons. La toiture est faite d'une mosaïque de tuiles vernissées à la manière bourguignonne.
Les arcades du portique de l'entrée sont surmontées d'une riche décoration avec des Renommées à demi couchées dans les écoinçons. Les colonnes portent un entrelacement de lierre. Sur leurs socles ont été gravés le monogramme E.B.M.G. célébrant le second mariage d'Etienne Bouhier contracté le 25 avril 1615 avec Madeleine Giroud.
Le portail de gauche a été percé en 1717 pour permettre l'entrée des carrosses au jardin où des écuries avaient été construites.
La façade côté jardin est dénuée de décoration en dehors de l'animation donnée par les deux tourelles sur plan carré.
La salle des gardes près de l'entrée possède une grande cheminée décorée d'une peinture représentant Héro et Léandre. Des cariatides ornent les montants de la cheminée.
Ce style noble, que l'on peut également trouver à Toulouse, Montpellier et à Nîmes, est influencé de manière notable par le langage de la Renaissance italienne. En effet, la volonté est de renouer avec les modes de constructions antérieures. Ceci est facilité notamment par des traités du XVIe siècle, qui se réfèrent tous à des monuments antiques. De plus, dans le cas de cet hôtel, la possibilité d'une influence (les feuilles de lierre) à partir des réalisations de l'architecte Hugues Sambin n'est pas à exclure.

## Galerie de photographies

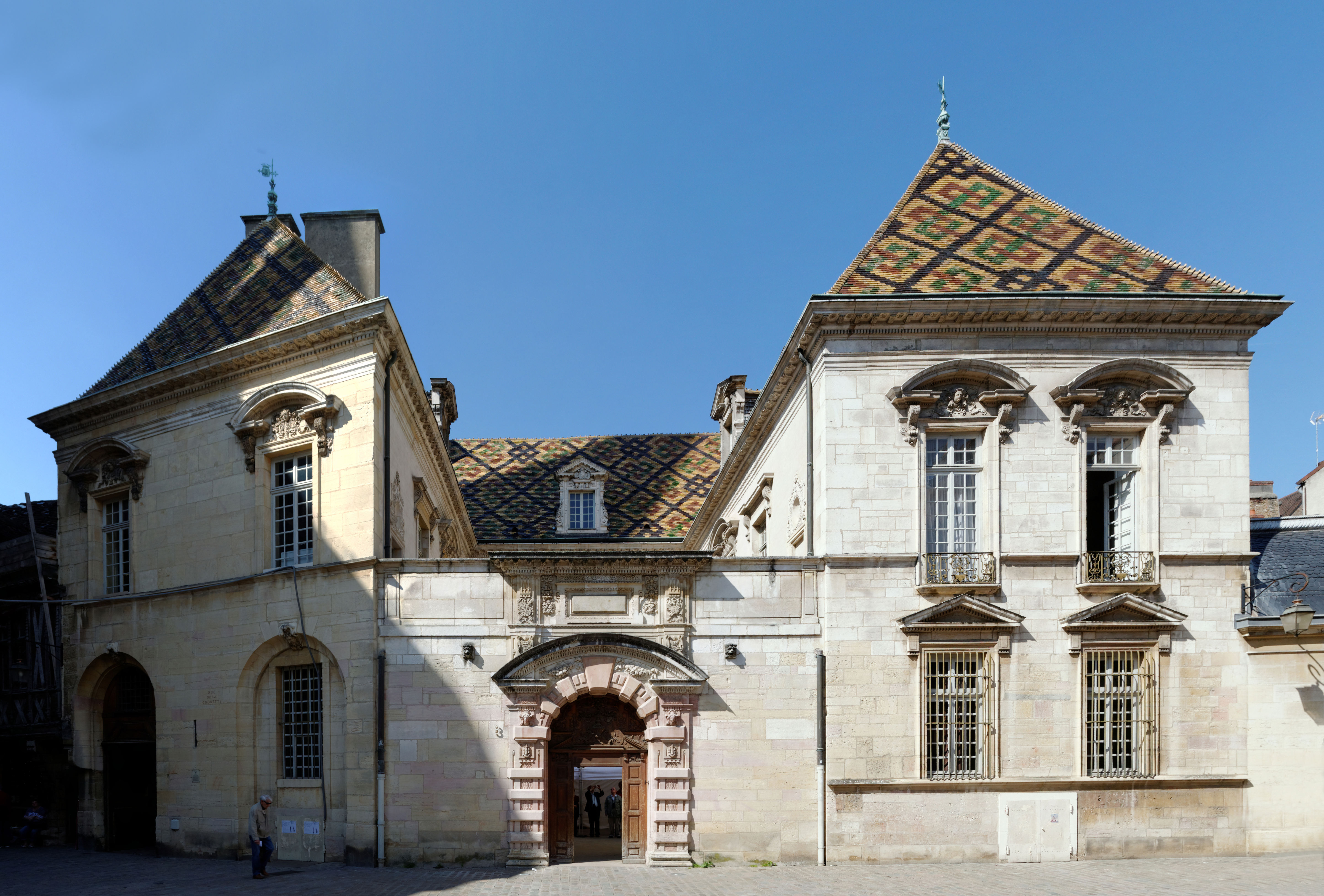
Hôtel de Vogüé.
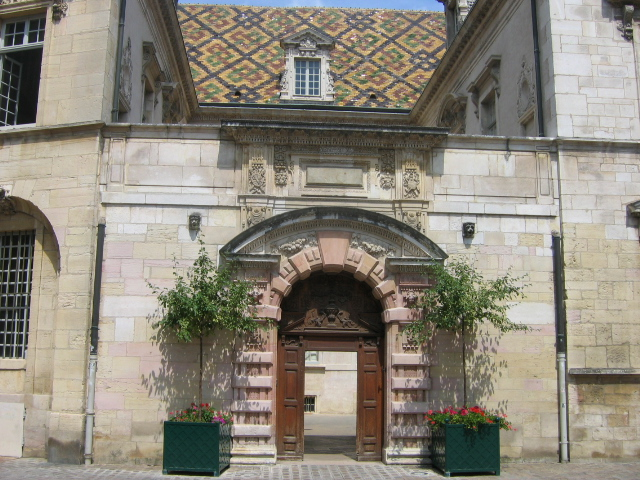
Entrée de l'Hôtel.
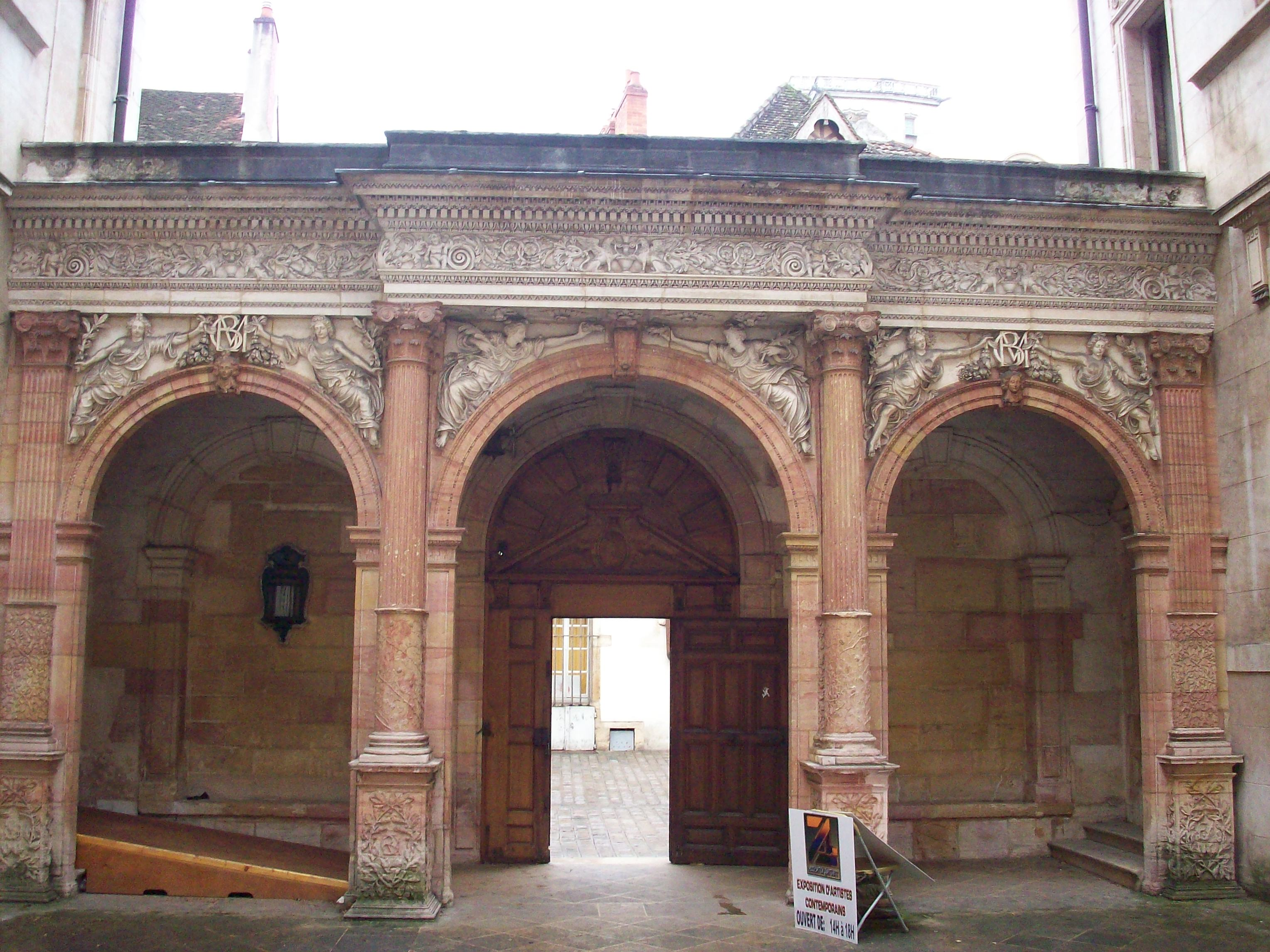
Portique à trois arcades.
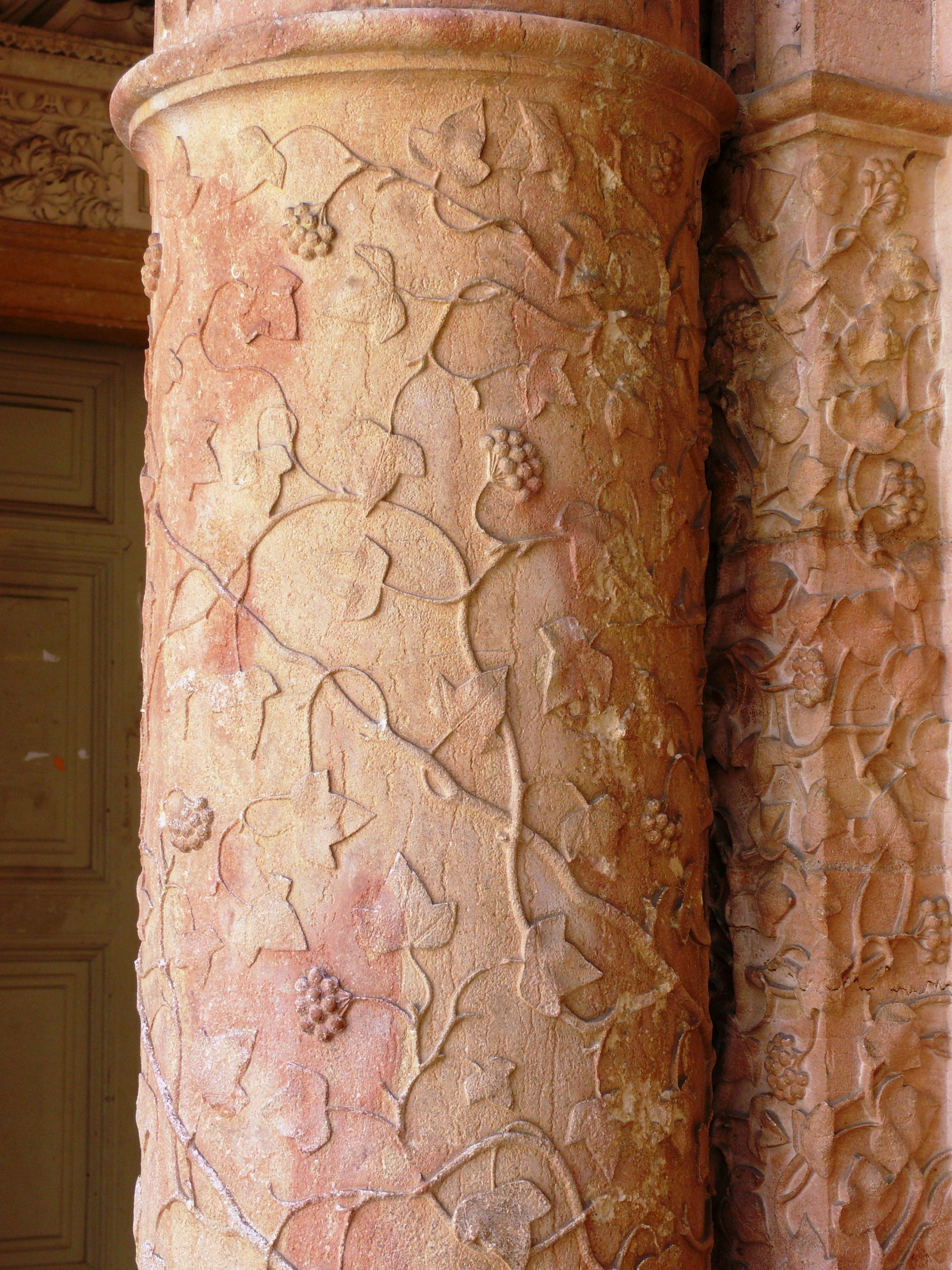
Détail.
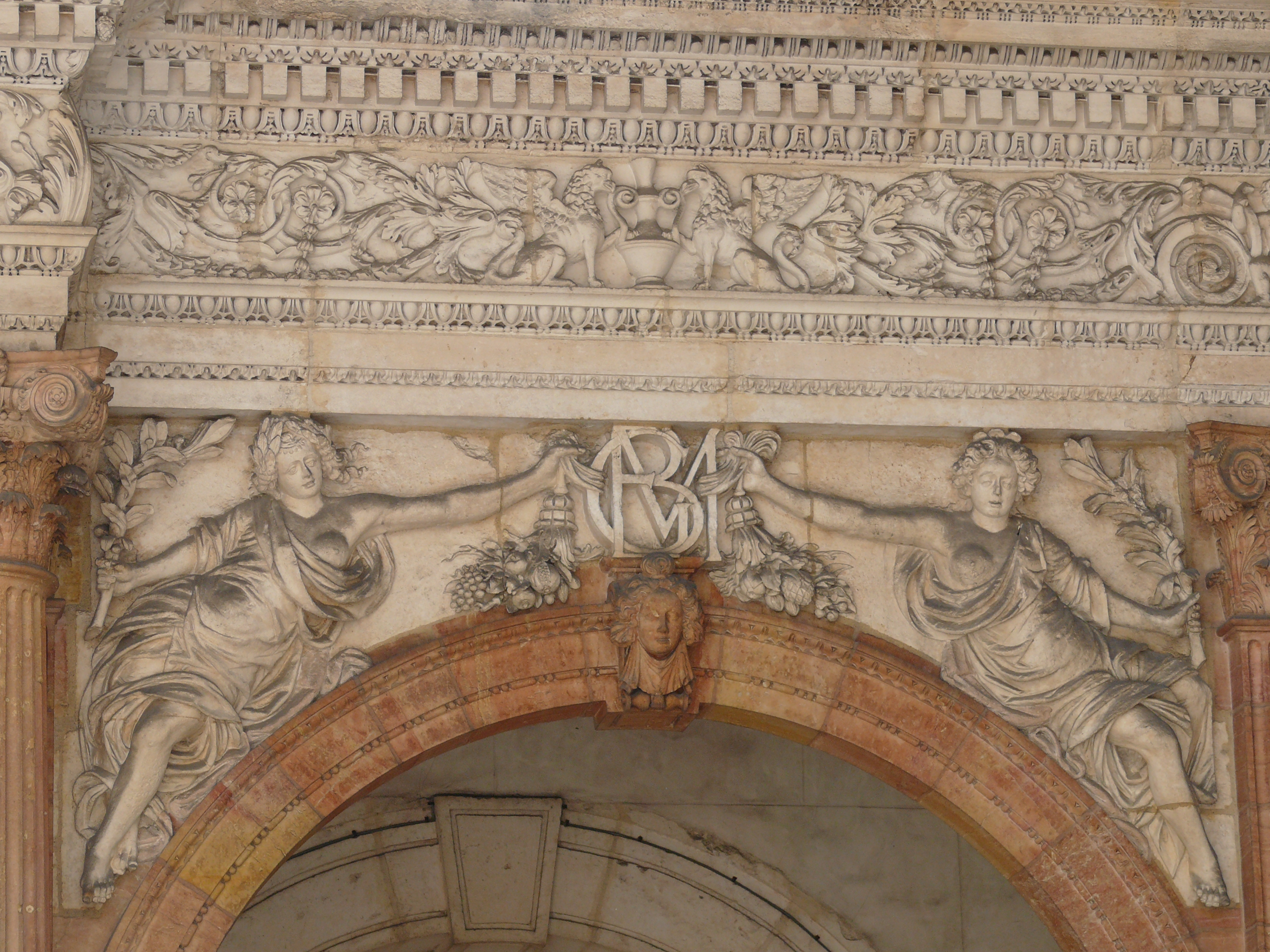
Détail.
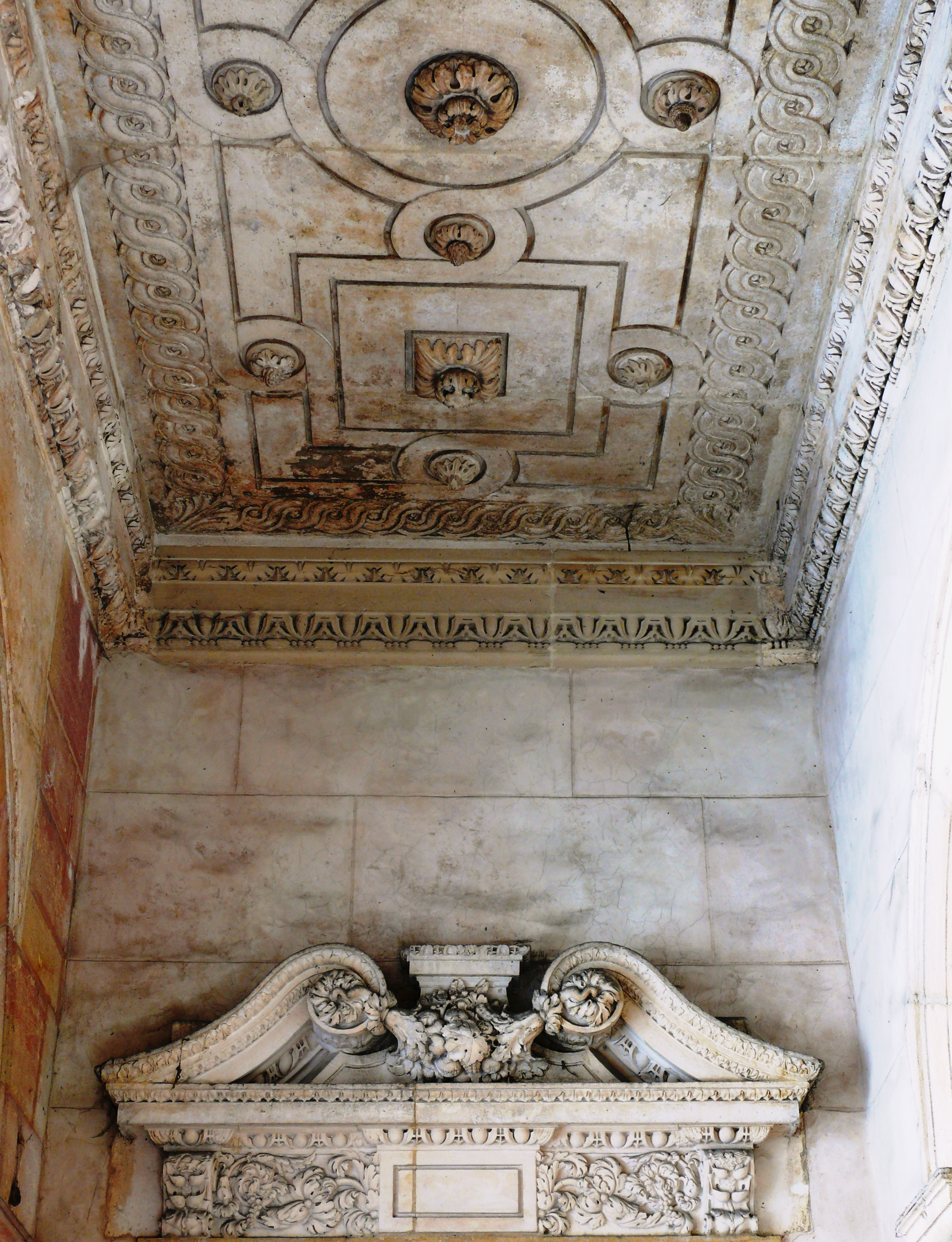
Le plafond.
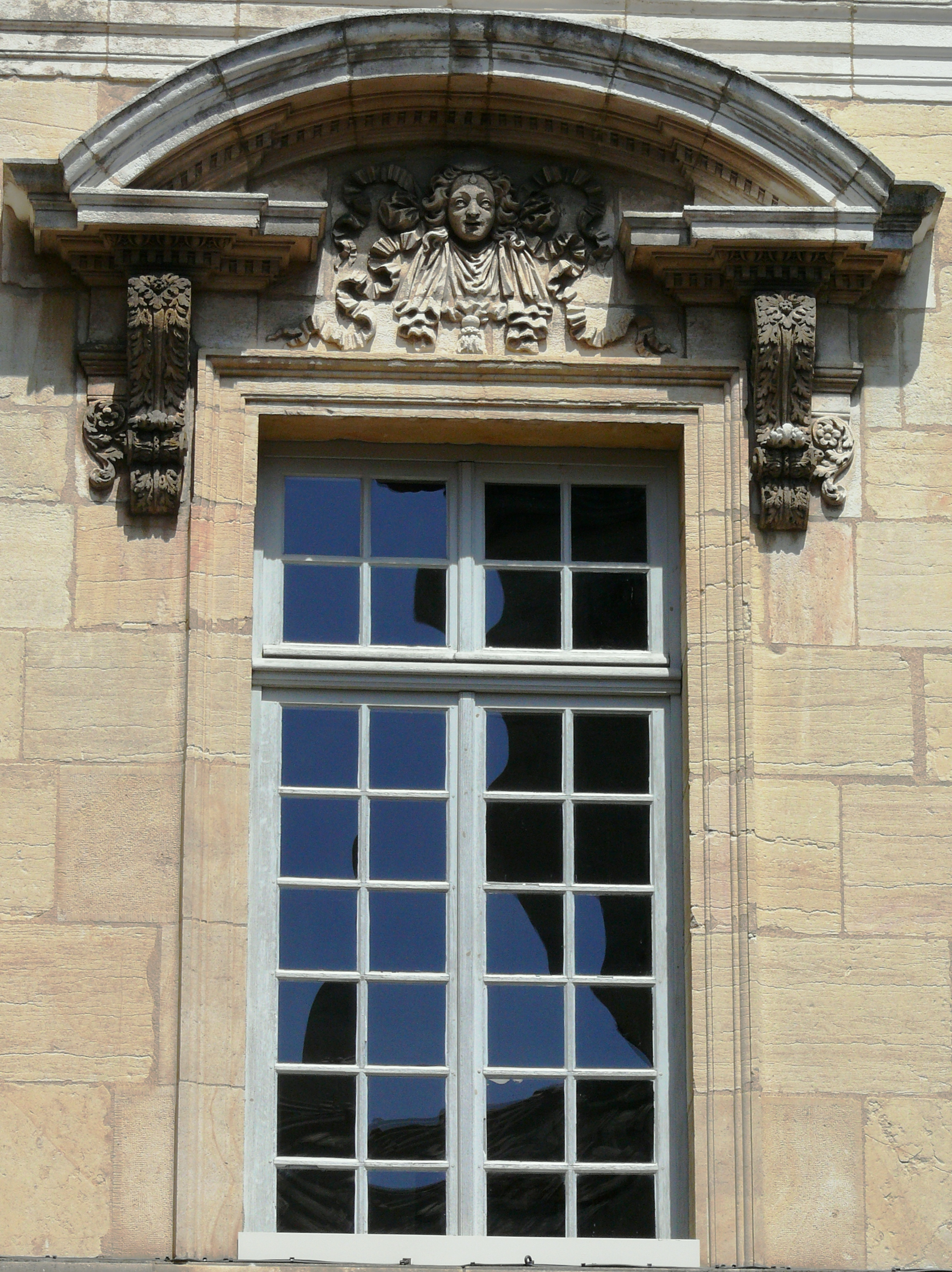
Fenêtre.
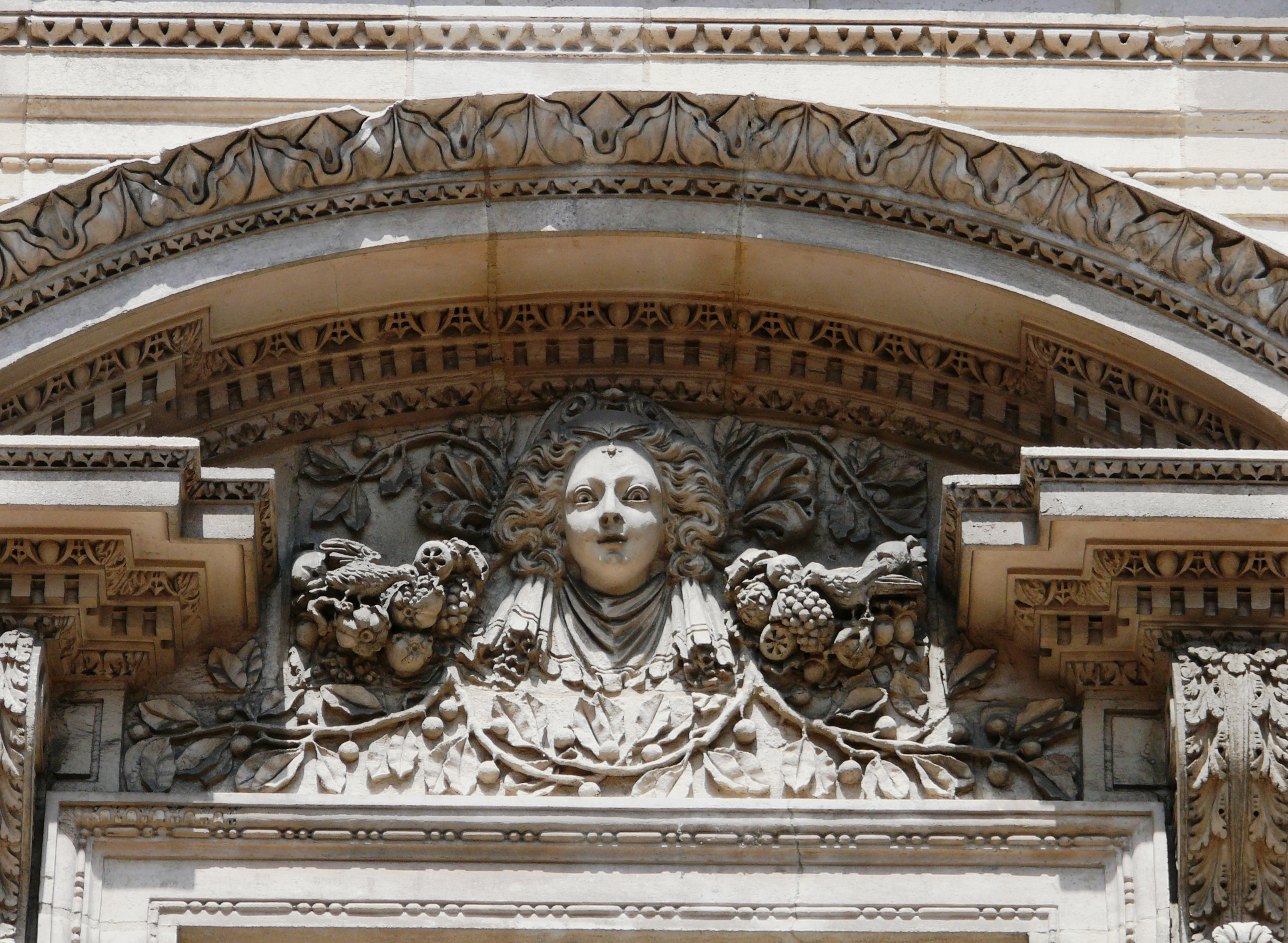
Détail.
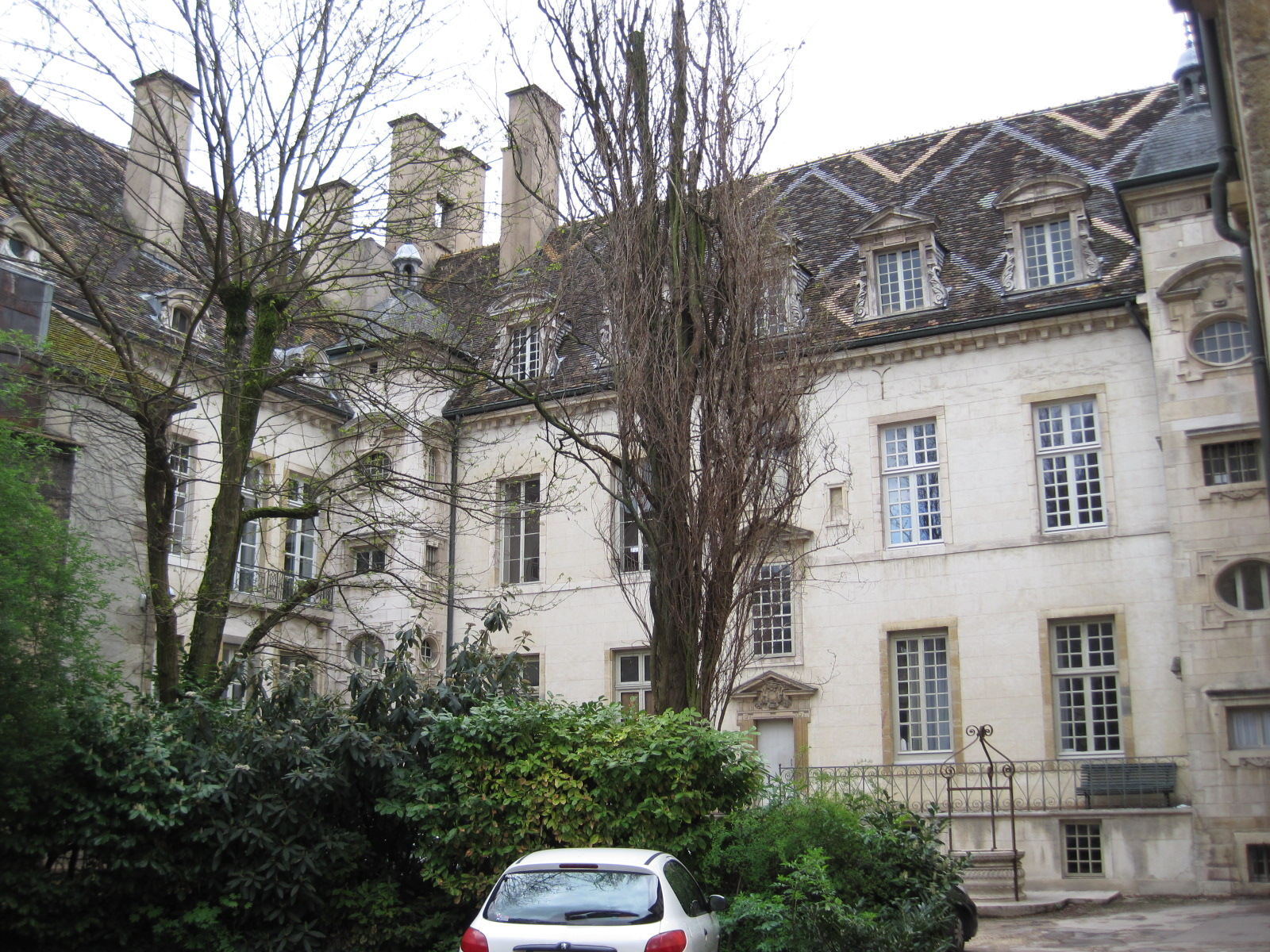
Cour intérieure.
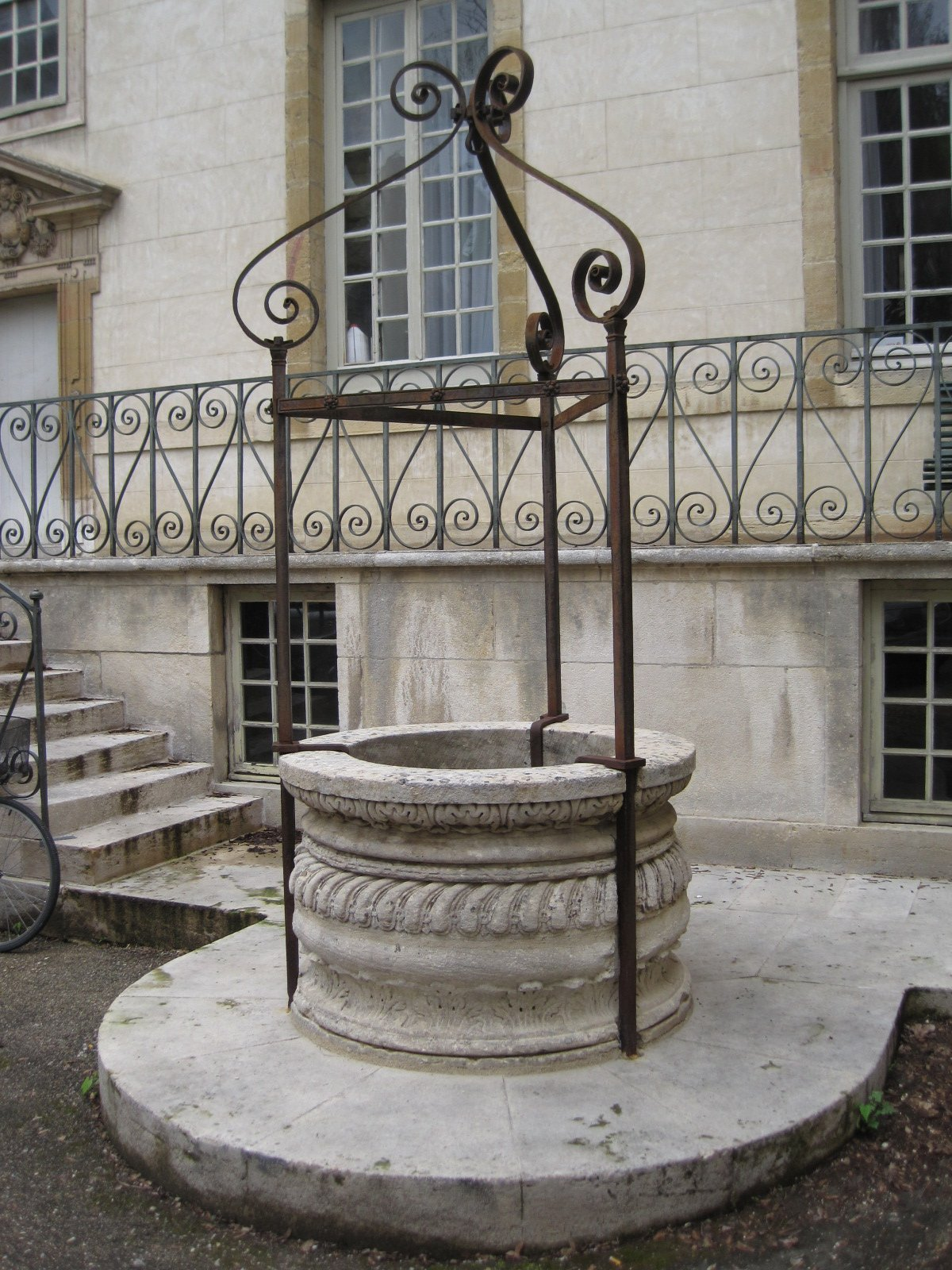
Le puits.
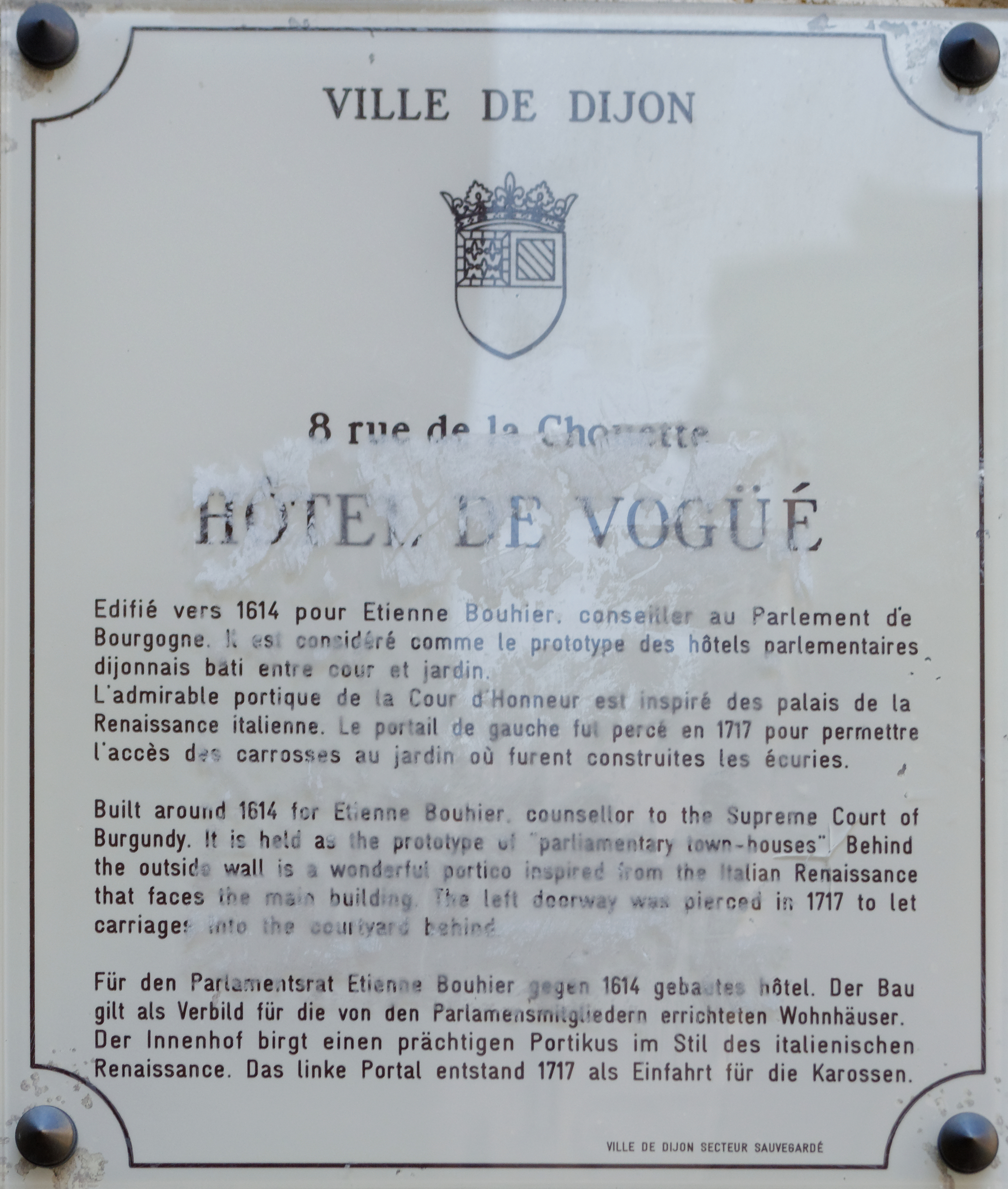
Plaque d'information trilingue (français, anglais, allemand).